# Heteromysis bermudensis
Heteromysis bermudensis är en kräftdjursart som beskrevs av Georg Ossian Sars 1885. Heteromysis bermudensis ingår i släktet Heteromysis och familjen Mysidae. Inga underarter finns listade i Catalogue of Life.